# Похищение российских дипломатов в Ираке
Похищение российских дипломатов произошло 3 июня 2006 года в Багдаде, Ирак, когда иракские повстанцы устроили засаду на автомобиль, принадлежавший российскому посольству. Виталий Титов (сотрудник СВР) был убит во время нападения. Другие четыре человека в автомобиле — Фёдор Зайцев (третий секретарь посольства), Ринат Аглиулин (повар), Олег Федосеев (сотрудник СВР) и Анатолий Смирнов (водитель) были похищены. 19 июня 2006 года Совет моджахедов Ирака — группы, аффилированной с Аль-Каидой — взял на себя ответственность за нападение и предъявил России ультиматум: в течение 48 часов российское правительство должно было вывести войска из Чечни и освободить всех заключённых-мусульман. 25 июня группа выступила с заявлением, согласно которому из четырех заложников трое были обезглавлены, а четвёртый — застрелен. К заявлению было приложено видео, на котором были показаны несколько секунд обезглавливания одного заложника, обезглавленное тело второго и расстрел третьего.
28 июня президент России Владимир Путин приказал российским спецслужбам найти и уничтожить террористов, ответственных за похищение и казнь дипломатов. Николай Патрушев, глава Федеральной службы безопасности, отметил, что приказ будет выполнен «независимо от требуемого времени и усилий». Считается, что аналогичный приказ был отдан для устранения Зелимхана Яндарбиева, исполняющего обязанности президента Чеченской Республики Ичкерия. Яндарбиев был убит в результате взрыва бомбы в Дохе, Катар в феврале 2004 года. Однако заведующий отделом политики и заместитель главного редактора «Ежедневного журнала» Александр Гольц в комментарии для «Радио Свобода» поставил под сомнение способность российских спецслужб ликвидировать террористов в стране, в которой идёт война.
Один из похитителей российских дипломатов, боевик Аль-Каиды Омар Абдалла Дад, был схвачен американцами 19 декабря 2006 года. Он признал свою причастность к похищению; как полагают, им собственноручно были обезглавлены двое из дипломатов. Организатор похищения Махер аз-Зубейди был убит в ходе боестолкновения с американскими войсками в октябре 2008 года. Ещё один сообщник террористов, член Аль-Каиды Ахмед Салех, был приговорён иракскими властями к смерти в мае 2010 года. Данные им показания помогли спецслужбам в поиске места захоронения тел погибших сотрудников российского посольства.
Тела убитых дипломатов были найдены в апреле 2012 года.

### Погибшие
Олег Евгеньевич Федосеев (28 ноября 1964, Москва, РСФСР, СССР — 24 июня 2006, Багдад, Ирак) — сотрудник Службы внешней разведки России, охранник российского посольства в Ираке. В 1984—1986 годах проходил службу в армии, а в 1986—1992 годах работал водителем 29-го автокомбината Москвы. С 1992 года Федосеев занимал различные административно-технические должности в Министерстве иностранных дел России и неоднократно выезжал в краткосрочные загранкомандировки, обеспечивая в составе специального отряда СВР «Заслон» охрану российских дипломатических представительств. Посмертно награждён орденом Мужества.

### Пропавшие без вести
Смирнов Анатолий Николаевич (10 июля 1973, Вена, Австрия — предположительно 24 июня 2006, Багдад, Ирак) — водитель автобазы МИД России, водитель посла в Ираке. Это была его первая загранкомандировка. Отработал в посольстве РФ в Ираке 2 года. Посмертно награждён орденом Мужества.